# Дел Ендрюс
Дел Ендрюс (англ. Del Andrews, ім'я при народженні — Уделл Ендрюс; 5 жовтня 1894, Сент-Луїс (Міссурі) — 27 жовтня 1942, Тонопа, Невада) — голівудський сценарист та режисер 1920-х років. Він, насамперед, працював над низько бюджетними вестернами. Він номінувався на премію «Оскар», разом з Джорджем Ебботом та Максвелом Андерсоном, за найкращий адаптований сценарій до фільму «На Західному фронті без змін».

## Вибрана фільмографія
- 1927 : Рекет / The Racket
- 1930 : На Західному фронті без змін / All Quiet on the Western Front
- 1933 : Маленькі жінки / Little Women